# 에지디우스 로마누스
에지디우스 로마누스(라틴어: Aegidius Romanus, 이탈리아어: Egidio Romano 에지디오 로마노[*]: 1243년경-1316년 12월 22일)는 중세의 스콜라 신학자, 아우구스티노회 탁발수도사였다. 아우구스티노회 총장, 부르주 대주교를 역임했다. 논리학자로서 명성이 높아 아리스토텔레스의 『오르가논』에 주석을 달았다. 또한 정치서인 『교회권력론』(De Ecclesiastica Potestate)과 『군주통치론』(De Regimine Principum)으로도 유명하다. 교황 베네딕토 14세는 그에게 가장 근거있는 박사(라틴어: Doctor Fundatissimus 독토르 푼다티시무스[*])라는 칭호를 수여했다.